# Armée française pendant les Cent-Jours
L'armée française pendant les Cent-Jours représente l'ensemble des unités militaires rassemblées par Napoléon Bonaparte en 1815 pendant les Cent-Jours pour faire face aux armées de la Septième coalition composées de troupes britanniques, hollando-belges, allemandes, prussiennes, russes et autrichiennes.

## Ultime mobilisation française

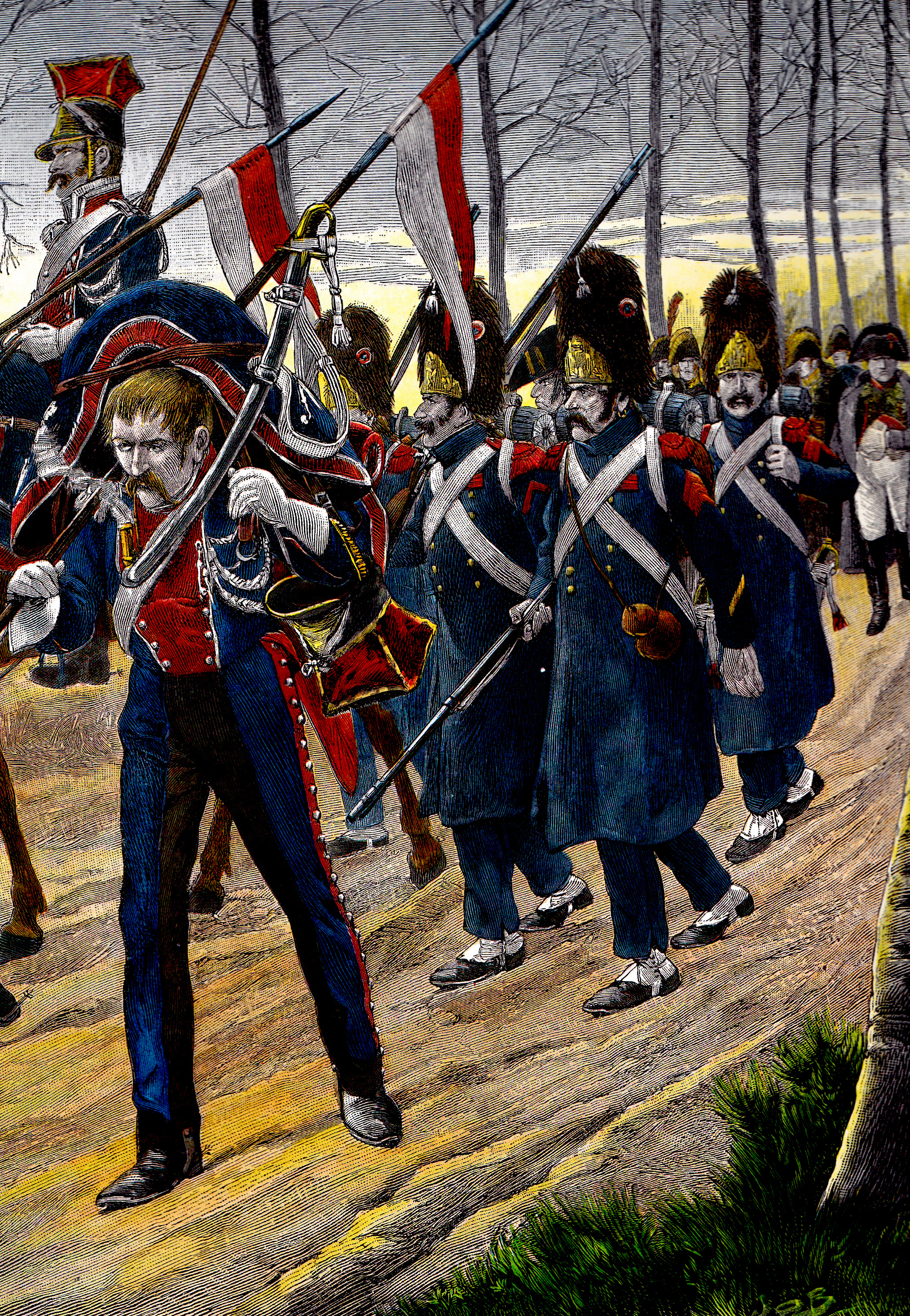
Les soldats de l'île d'Elbe en marche vers Paris

Dès son retour, Napoléon Ier réorganise l’armée afin de faire face à ses ennemis, en appelant sous les drapeaux tous les hommes en congé, tous les anciens militaires et la conscription de 1814. Une levée de 200 bataillons de la Garde Nationale donne une force de 120 000 hommes. L’organisation de 6 000 canonniers garde-côtes et la création de 20 régiments d’infanterie de marine sont ordonnées. La cavalerie est renforcée par 12 000 chevaux pris et payés comptant à la gendarmerie. En dix semaines, Napoléon réunit ainsi 290 000 hommes de troupes actives et 220 000 de troupes auxiliaires.
Sur cette base, l'empereur poste de nombreux hommes dans les garnisons gardant les places fortes, les camps retranchés et ordonne le 28 mars 1815 la formation de sept corps d'observation aux frontières et d'un corps de réserve :
- le 1er Corps d'observation, constitué des troupes présentes dans la 16e division militaire, doit se réunir à Lille sous le commandement du général Drouet d'Erlon ;
- le 2e Corps d'observation se réunit sous le commandement du général Reille à Maubeuge et Valenciennes
- le 3e Corps d'observation, mobilisant les troupes du Camp de Châlons et de la 2e division militaire, se rassemble à Mézières sous le commandement provisoire du général Lebrun, fils du duc de Plaisance ;
- le 4e Corps d'observation s'organise avec les troupes des 3e et 4e divisions militaires, à Thionville, sous le commandement du général Gérard ;
- Le 5e Corps d'observation mobilise les troupes stationnées en Alsace, et sont dirigées par le maréchal Suchet ;
- le 6e Corps d'observation, sous le commandement du général Dessaix, se rassemble près de Chambéry avec les troupes des 7e et 8e divisions militaires ;
- le 7e Corps d'observation, placé sur la frontière des Pyrénées, est commandé par le général Clausel ;
- le 8e Corps, de réserve, est placé à Paris sous la responsabilité du général Mouton, comte de Lobau.

Le 30 avril 1815 est promulgué un décret qui transforme cette organisation initiale en quatre armées et trois corps d'observations :
- l'Armée du Nord, dans les 16e et 2e divisions militaires, est constituée de cinq corps (1er, 2e, 3e et 6e corps d'infanterie) et d'une réserve de cavalerie avec trois divisions, soit 124 000 hommes;
- l'Armée de Moselle, dans les 3e et 4e divisions militaires, mobilise le 4e corps d'observation, appuyée par un corps de la Garde nationale en réserve ;
- l'Armée du Rhin est composée du 5e corps d'observation et d'une réserve de gardes nationaux ;
- le 1er Corps d'Observation du Jura est établie sur le territoire de la 6e division militaire pour surveiller la frontière de Belfort à Genève ;sous les ordres du général Lecourbe.
- l'Armée des Alpes, qui mobilise le 7e corps — créé entre-temps sous les ordres de Grouchy pour agir contre le duc d’Angoulême, débaptisant ainsi le Corps d'observation des Pyrénées — sur les 7e et 19e divisions militaires avec un corps de réserve de gardes nationaux ;
- le 2e Corps d'observation, dans la 8e division militaire, se positionne sur le Var ;
- le 3e Corps d'observation doit défendre les Pyrénées.

Napoléon demande également qu'un 9e Corps sous le commandement du maréchal Brune soit formé en Provence où la population apparaît généralement réfractaire au rétablissement de l'Empire, en récupérant des troupes destinées initialement sur la frontière espagnole qui s'avère moins exposée.
Napoléon dispose alors de 150 batteries, et organise des corps francs et des partisans. Il restitue aux régiments leurs surnoms d’Invincible, de Terrible, d’Incomparable. L’armée compte 200 000 hommes. La garde nationale, composée de 3 130 bataillons, dont 1 500 compagnies de chasseurs et de grenadiers, formant 180 000 hommes, est mise à la disposition du ministre de la guerre.
En mai, la France compte 105 régiments d’infanterie, à l’effectif d'environ 900 hommes, dont les deux tiers sont présents sous les armes. L’infanterie présente donc quelque 80 000 hommes disponibles.
Le Génie aligne trois régiments chacun de deux mille hommes; l’artillerie se compose de 8 régiments à pied et 4 à cheval, ces derniers ont tout au plus 100 canonniers montés. Les bataillons du train ne comptent pour ainsi dire que des cadres et ne disposent que d’un très petit nombre de chevaux de trait.
La cavalerie est dans le plus mauvais état, et est réduite à 57 régiments :
- 2 de carabiniers ;
- 12 de cuirassiers ;
- 30 de dragons et chasseurs ;
- 6 de lanciers ;
- 7 de hussards.

Elle ne peut pas monter 14 000 hommes. Tous les régiments et leurs dépôts disposent au plus de 17 000 chevaux.
Mobilisant toutes les énergies et tous les moyens humains, au début du mois de juin 1815, l’armée de terre compte :
- Infanterie : 225 000 hommes, dont 120 000 en état d’agir ;
- Cavalerie : 50 000, dont 30 000 en état d’agir ;
- Artillerie : 600 à 700 bouches à feu.

## Équipement et armement
Le matériel, malgré les pertes éprouvées les années précédentes, pouvait suffire pendant plusieurs campagnes. Les magasins contenaient 150 000 fusils neufs et 300 000 soit en pièces de rechange soit à réparer. L’armée était généralement mal vêtue. Il n’y avait pas une aune de drap dans les magasins. Un grand nombre d’ateliers d’armes, établis dans Paris, fournissaient 1 500 fusils par jour, et, avant le 1er juillet, ils devaient en livrer de 3 à 4 000. Toutes les manufactures d’armes de l’Empire avaient doublé leurs productions.
En avril 1815, à la veille de la campagne de Belgique, l'Empereur donne à son ministre de la guerre Louis Nicolas Davout différents ordres concernant notamment la fabrication des armes et l'implantation des dépôts et magasins d'armement.

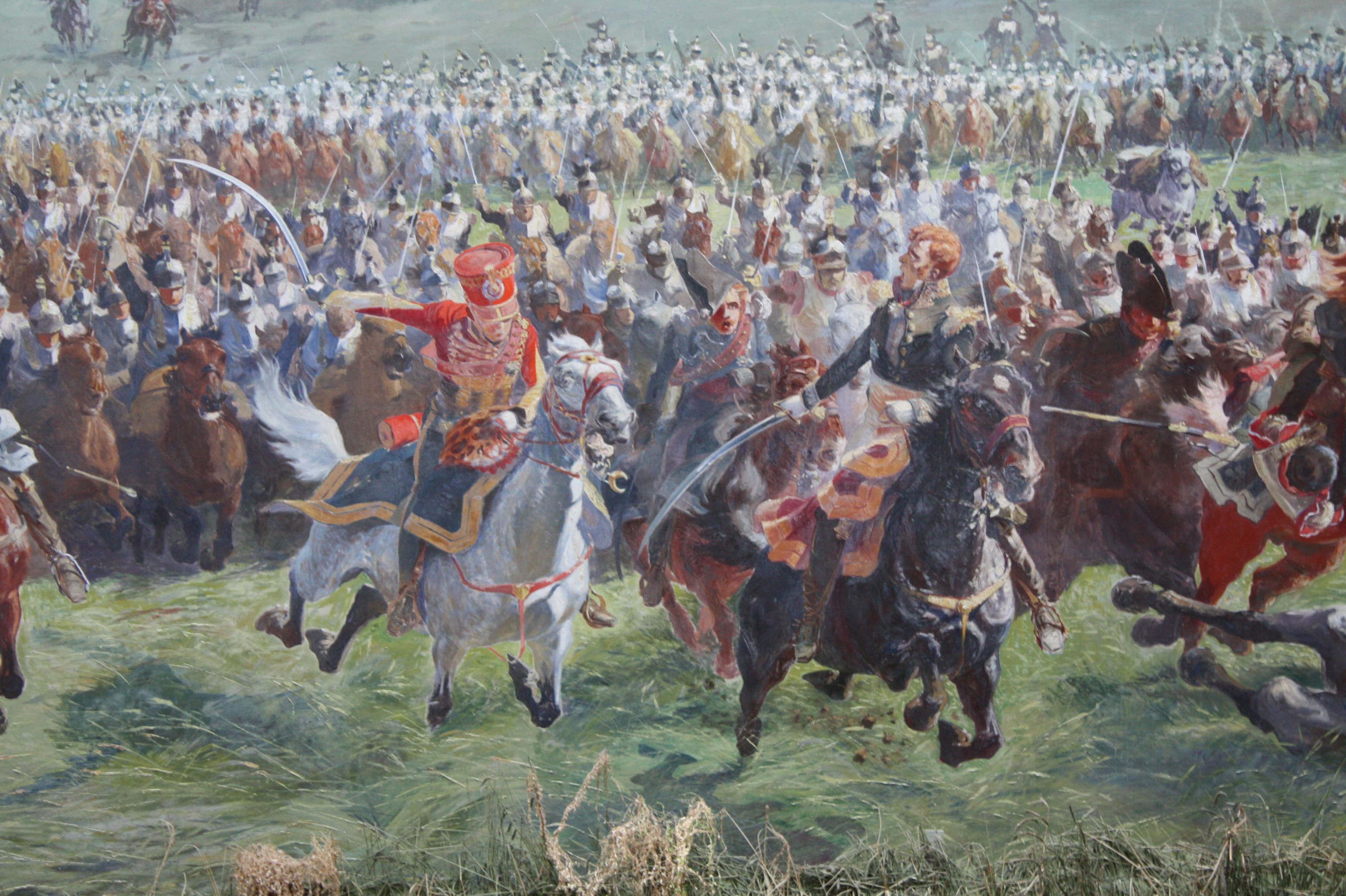
Marechal Ney à Waterloo

## Commandement et officiers généraux

### Ralliement des maréchaux
Lors de la Première Restauration, la plupart des maréchaux d'Empire s'étaient ralliés activement ou s'étaient retirés : aucun n'avait suivi Napoléon à l'ile d'Elbe. À son retour, la question du ralliement donne à l'Empereur l'occasion d'employer ou d'écarter ses anciens compagnons d'armes. De tous les maréchaux nommés entre 1804 et 1813, trois sont morts et deux sont des souverains étrangers, traîtres aux yeux de Napoléon (Bernadotte et Murat). Avant la nomination de Grouchy (le 17 avril 1815), il n'y a donc que vingt maréchaux. Certains restent fidèles à Louis XVIII et le suivent dans son exil à Gand (Berthier, Marmont et Victor). Napoléon décide d'employer huit parmi les dix-sept maréchaux restant en France.
- Davout est fait ministre de la Guerre ;
- Brune, disgracié depuis 1807, mais demandant du service, est nommé commandant du Corps d'armée du Var ;
- Jourdan prend le commandement de Besançon ;
- Mortier prend la tête de la cavalerie de la Garde impériale, puis de la Jeune Garde ;
- Ney se voit confier une mission d'inspection dans les départements de la frontière Nord mais, en demi-disgrâce pour ses propos maladroits aux yeux de l'empereur lors de la remontée de celui-ci sur Paris en mars 1815, il n'a pas de commandement effectif d'un corps de troupe avant l'ouverture de la campagne en juin 1815.
- Sérurier reste gouverneur des Invalides ;
- Soult se propose au poste de major-général de l'armée, Berthier ne revenant pas à Paris, et obtient le poste le 9 mai 1815 ;
- Suchet est affecté à l'armée des Alpes ;

Les neuf autres maréchaux sont écartés de différents commandements, soit en étant disgraciés (Augereau, Gouvion-Saint-Cyr et Pérignon), soit en ne conservant que leurs fonctions de pairs de l'Empire (Kellermann, Lefebvre, Masséna et Moncey), soit encore en se retirant des affaires publiques (Macdonald et Oudinot), ne souhaitant pas faire un nouveau revirement d’allégeance.
L'Empereur met à la tête des corps d'armée des généraux divisionnaires déjà très expérimentés, ayant pu déjà pour certains assurer un commandement de ce niveau, en particulier lors des dernières campagnes de 1813 et 1814 : Decean, Drouet d'Erlon, Clauzel, Vandamme, Gérard, Lamarque, Lecourbe, Mouton, Rapp et Reille.

## Défense du territoire
La levée en masse des sept départements frontières du Nord et de l’Est était résolue et prête ; les places fortes étaient bien approvisionnées, les défilés étaient gardés, la France enfin pouvait se croire capable de défier, de soutenir et même de repousser les efforts de l’Europe coalisée.
La défense de toutes les places une fois assurée, Paris et Lyon furent choisis comme grands centres de résistance. On réunit, dans la première de ces villes, 400 pièces de campagne et 300 de gros calibre, et, à Lyon, un équipage de 100 bouches à feu de gros calibre et 100 d’artillerie de campagne.

## L'armée du Nord

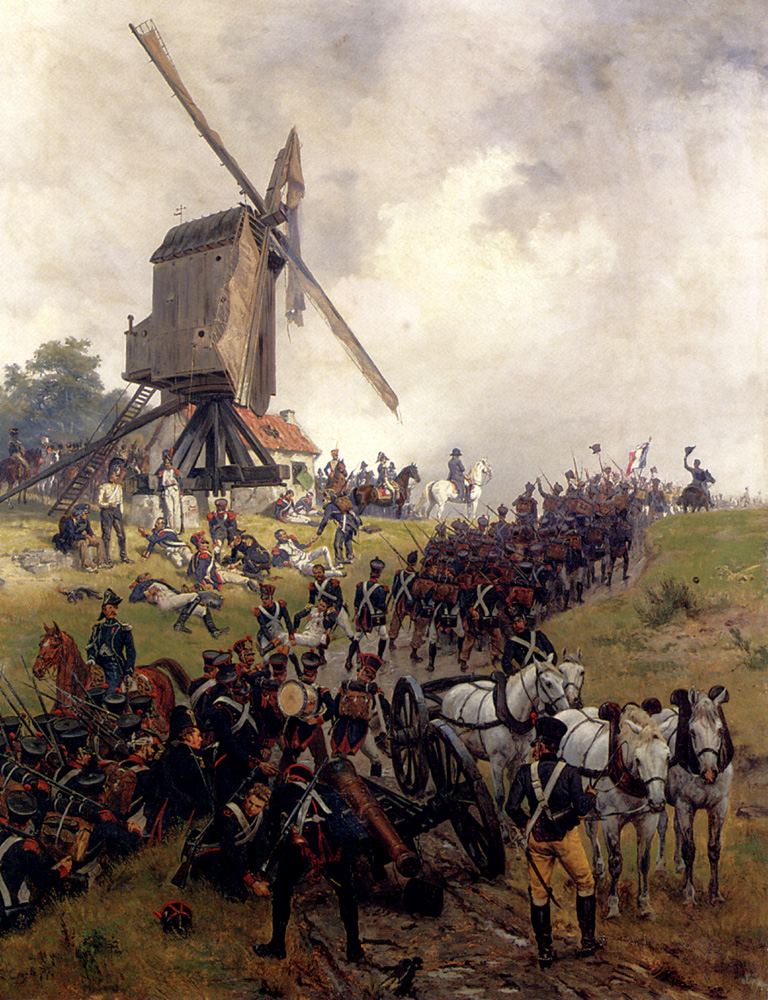
L'armée du Nord à la bataille de Ligny, le 16 juin 1815. Peinture d'Ernest Crofts, 1875.